# Гаррі Озборн
Гарольд «Гаррі» Озборн (англ. Harold "Harry" Osborn) — персонаж з коміксів американського видавництва Marvel Comics, уперше з'явився в 31-му номері коміксу The Amazing Spider-Man і створений Стеном Лі і Стівом Дітком. Кращий друг Пітера Паркера (Людина-павук), син Нормана Озборна. Деякий час був другим зеленим гобліном, проте встав на шлях виправлення.